# Poimenesperus chassoti
Poimenesperus chassoti là một loài bọ cánh cứng trong họ Cerambycidae.